# Tropidurus helenae
Espèce
Synonymes
- Tapinurus helenae Manzani & Abe, 1990

Tropidurus helenae est une espèce de sauriens de la famille des Tropiduridae.

## Répartition
Cette espèce est endémique du Piauí au Brésil. Elle se rencontre à São Raimundo Nonato et Canto do Buriti.

## Étymologie
Cette espèce est nommée en l'honneur de Helena Ribas Lopes.

## Publication originale
- Manzani & Abe, 1990 : A New Species of Tapinurus from the Caatinga of Piaui, Northeastern Brazil (Squamata: Tropiduridae). Herpetologica, vol. 46, n. 4, p. 462-467.